# Avenida Juárez (Puebla)

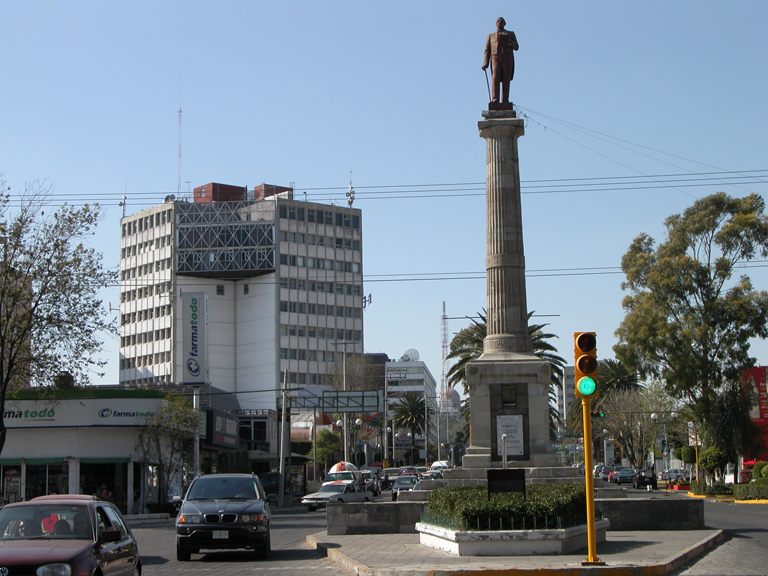
Monumento a Benito Juárez en el cruce de la Avenida Juárez y la Calle 25 Sur

La Avenida Juárez es una avenida de la ciudad de Puebla, en México. Se trata de la prolongación en dirección noroeste de la Avenida 7 Poniente, y conecta el Centro Histórico a la altura del Paseo Bravo con la Colonia La Paz, ubicada en el Cerro de San Juan.
Inaugurada durante el Porfiriato e inspirada por el urbanismo planificado, en boga durante el período conocido como Belle Époque, la Avenida Juárez se planteó como bulevar, con anchas calzadas en ambas direcciones, casonas modernistas y amplias aceras arboladas. Actualmente se trata de un corredor de importancia comercial y gastronómica, de intensa vida nocturna.

## Historia
Con la construcción del Paseo Bravo a mediados del siglo XIX, la Calle de Oaxaquilla (actual Avenida 7 Poniente) había quedado interrumpida en su flujo hacia el oeste de la ciudad. Al otro lado de la alameda, se construyó lo que primero se denominó Calle Ancha y posteriormente —después de la batalla del 2 de abril de 1867, en la que Porfirio Díaz guio a sus tropas hacia la ciudad desde el cerro de San Juan— Avenida del Vencedor. En su trazo actual, la avenida fue inaugurada con el nombre de Avenida de la Paz el 5 de enero de 1901 por el propio Díaz. Su trazo buscó emular aquel de las avenidas lujosas de reciente construcción en Europa y América, como la Avenida de los Campos Elíseos en París o el Paseo de la Reforma en la Ciudad de México.
El nombre de Avenida de la Paz tuvo poca duración: En 1906, celebrando el centenario del nacimiento de Benito Juárez, la avenida obtuvo su nombre actual.

## Puntos de importancia

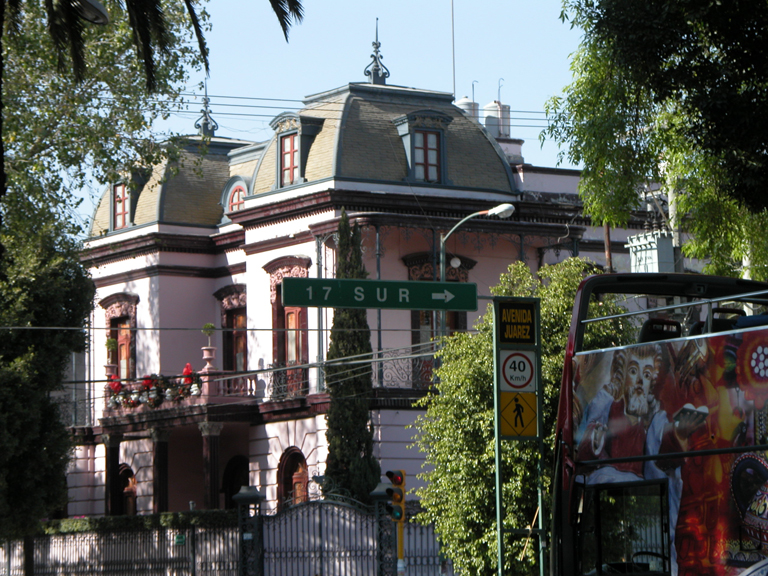
La "Casa de los Enanos", una construcción modernista

En su extremo oriental, la Avenida Juárez se desprende del Paseo Bravo a la altura de la Calle 13 Sur y lo que sería la Avenida 7 Poniente. De ahí parte hacia el oeste-noroeste, respetando la cuadrícula de la traza original de la ciudad. En gran medida, la zona de la Juárez se corresponde con la colonia Zona Esmeralda, un corredor comercial que aloja una importante cantidad de bancos, restaurantes, bares, comercios minoristas e instituciones educativas, entre las que destacan el Conservatorio de Música del Estado y la Universidad Popular Autónoma del Estado de Puebla.
Por convención, la Zona de Monumentos termina en el cruce con la Calle 19 Sur. Hasta aquí, existen varios inmuebles catalogados como patrimonio arquitectónico. Sin duda, el más notable de estos es la "Casa de los Enanos" (Av. Juárez 1702). Se trata de una mansión modernista en torno a la cual se tejió la leyenda de que una familia de enanos vivía recluida en ella. Actualmente abre sus puertas al público esporádicamente para eventos tales como exposiciones, cenas temáticas, espectáculos de terror etc.
En su curso hacia el poniente, la arquitectura se vuelve más moderna, con muchos edificios datados en los años 1980 y más recientes, como el Edificio Diana (Av. Juárez 2318), el Edificio Corporativo Premium (Av. Juárez 2915) y la Torre JV Juárez (Av. Juárez 2925). Pasando el Distribuidor Vial Juárez–Serdán y el cruce con la Avenida Teziutlán Norte/Sur, la Juárez deja de ser una vía principal: En su curso cerro arriba, se vuelve una calle residencial y poco transitada; pasa a espaldas de la Iglesia del Cielo y termina su trazo en la confluencia con las calles Huamantla y Tlahuapan.

### Monumentos

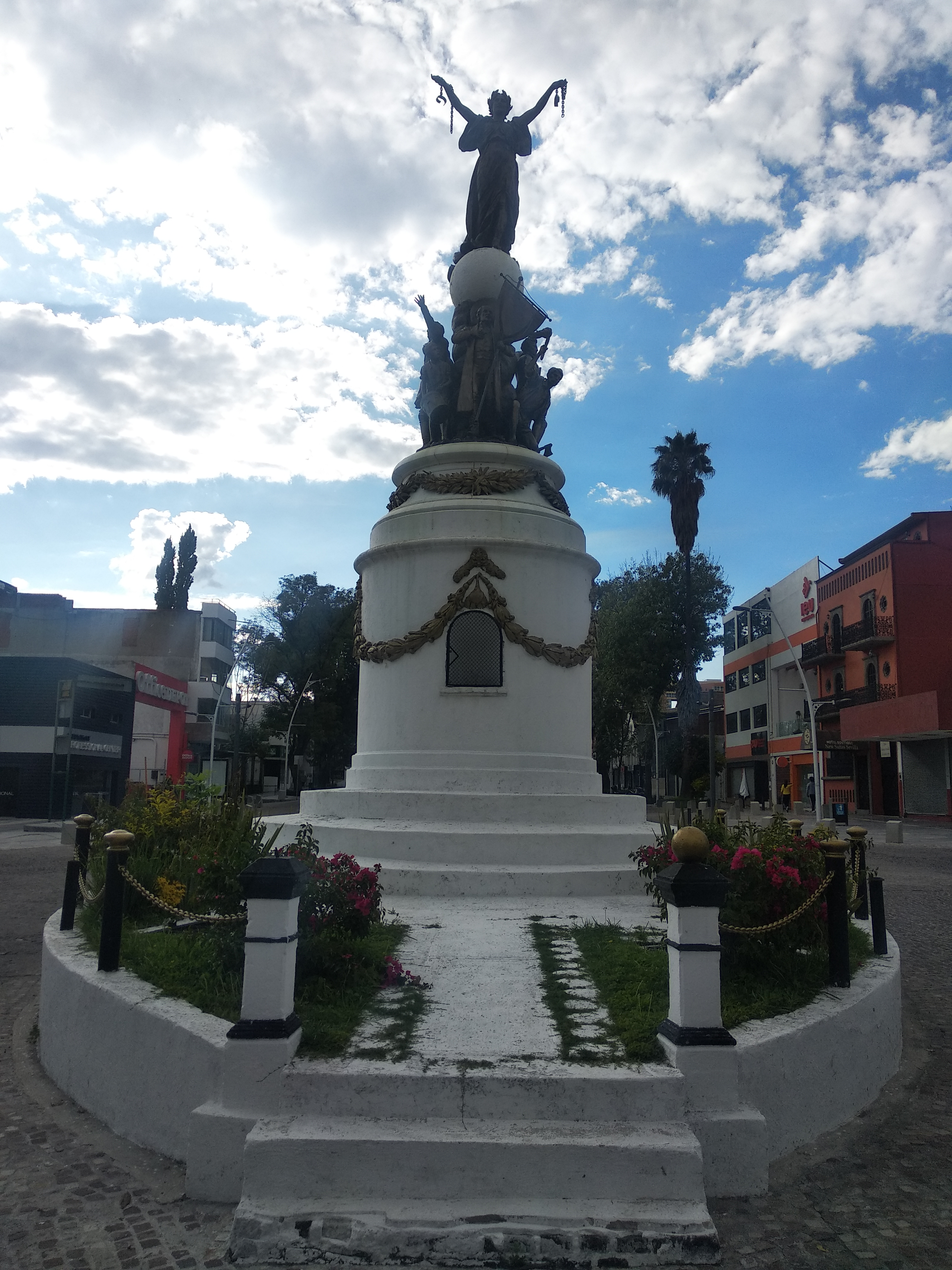
Monumento a los Héroes de la Independencia

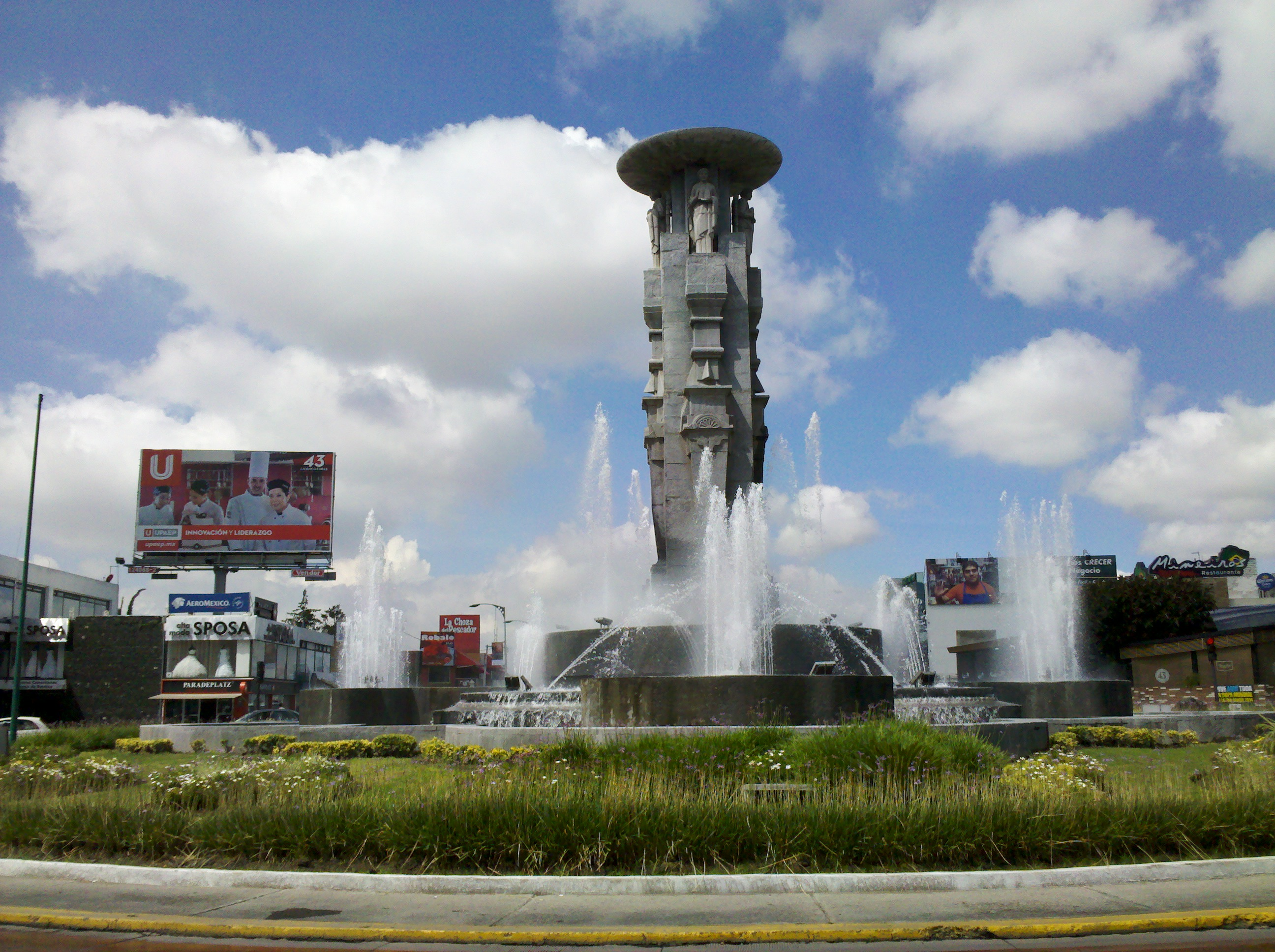
Fuente de los Frailes

La Avenida Juárez alberga diversos monumentos alusivos a la historia de México y de la ciudad:

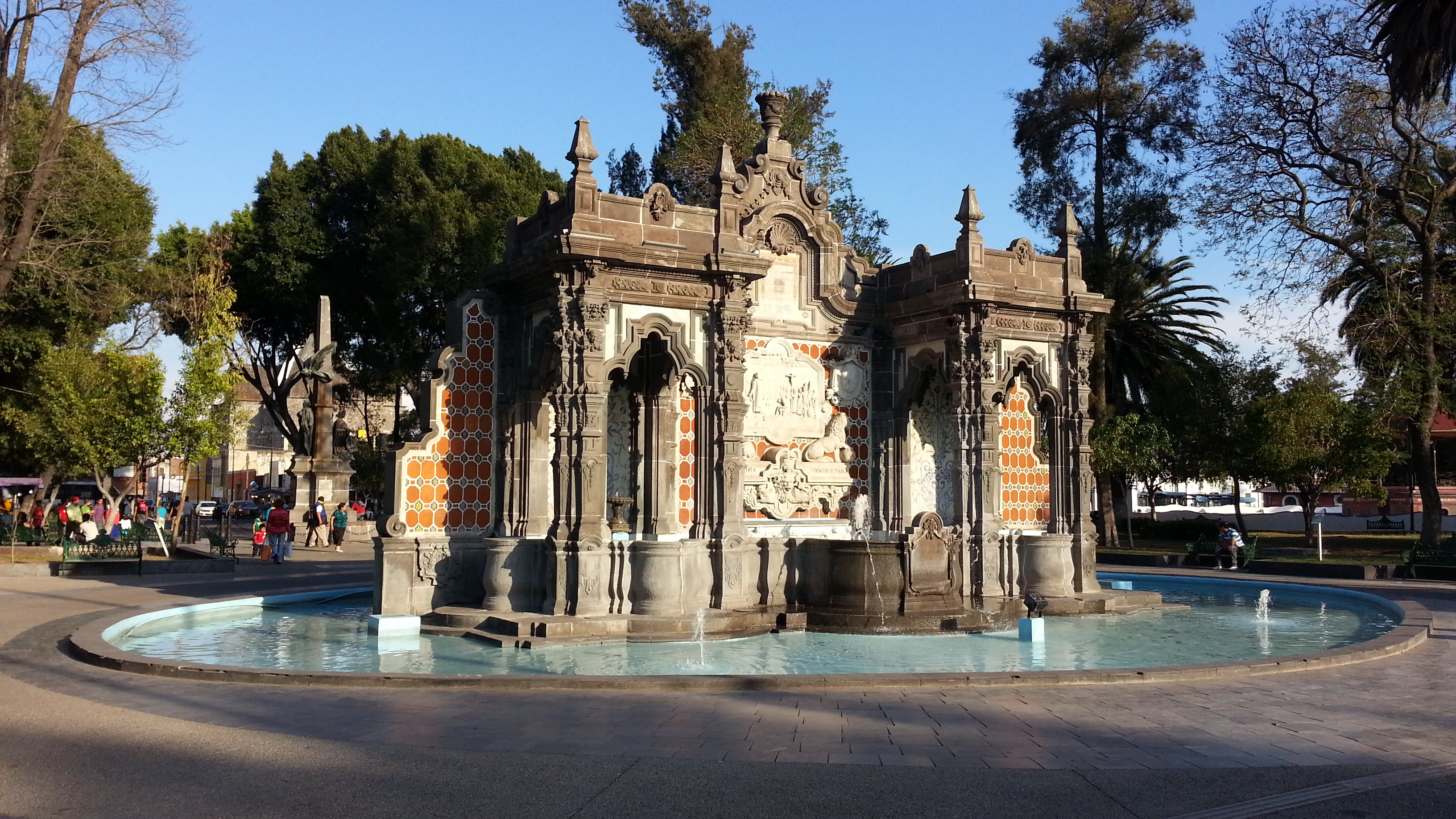
Monumento a Motolinía
Se localiza sobre el Paseo Bravo, de cara a la Avenida Juárez. Es una fuente dedicada a Toribio de Benavente, uno de los fundadores de Puebla. Su dedicatoria reza: "La colonia española a la ciudad de Puebla, con motivo del primer centenario de la consumación de la Independencia de México. Septiembre de MCMXXI."
Monumento a la Independencia
Obra del escultor Jesús F. Contreras. Se encuentra en el cruce con la Calle 19 Sur y muestra a una mujer rompiendo sus cadenas —símbolo de la libertad— y alzada sobre una esfera por varios personajes de la Independencia de México. Entre 1898 y 1922, la estatua estuvo ubicada en el Paseo Bravo, de frente a la Iglesia de Guadalupe.
Monumento a Benito Juárez
Se ubica en la glorieta con la Calle 25 Sur. Inaugurada en 1906, la estatua se ubicó originalmente en Plazuela del Señor de los Trabajos, frente a la estación de ferrocarril; se trasladó a su ubicación actual en 1921. Su placa reza: "Al Benemérito de las Américas, Lic. Dn. Benito Juárez. 18 de julio de 1929." Existe la creencia popular de que se comisionó únicamente la cabeza de Juárez, mientras que el cuerpo correspondería a otro personaje histórico, probablemente George Washington o Abraham Lincoln. La glorieta de Juárez es el lugar predilecto de los poblanos para reunirse a celebrar victorias políticas o deportivas, en especial de la selección nacional de futbol.
Fuente de los Frailes
Se encuentra en la glorieta de confluencia de la Juárez con el Boulevard Aarón Merino Fernández y el Boulevard Atlixco. La Fuente de los Frailes representa, en realidad, a los arcángeles Miguel, Gabriel, Rafael y Uriel, mirando hacia los cuatro puntos cardinales. La fuente original, hecha de concreto armado, se completó en 1957 con el fin de promocionar la nueva Colonia La Paz. En 2004, en el marco de las obras de habilitación del Distribuidor Vial Juárez–Serdán, la Fuente de los Frailes fue retirada y reemplazada por una réplica de fibra de vidrio. Durante las obras, se encontró que la estructura original estaba dañada por los efectos del acuífero sulfuroso que atraviesa la zona, además de que se estimó que la fuente original era demasiado pesada para colocarse nuevamente en la glorieta. Así, hasta la fecha, la fuente expuesta sigue siendo esta réplica.

## Actualidad
Después de décadas de fungir como una de las principales arterias de transporte de la ciudad, en tiempos recientes se ha enfatizado el potencial turístico y comercial de la Avenida Juárez. Así, se han realizado diversas obras para relajar el flujo vehicular y facilitar el tránsito peatonal y de bicicletas. Así mismo, los domingos por la mañana la Juárez se encuentra cerrada al tránsito vehicular en el marco del programa Vía Recreativa Metropolitana.